# Velika Varnica
Velika Varnica (Duits: Großwarnitza) is een plaats in Slovenië en maakt deel uit van de gemeente Videm in de NUTS-3-regio Podravska. De plaats telde 187 inwoners op 1 januari 2020.